# Насоново (Ленинградская область)
Насо́ново — деревня в Пашском сельском поселении Волховского района Ленинградской области.

## История
На карте Санкт-Петербургской губернии Ф. Ф. Шуберта 1834 года упоминается деревня Кузнецова, состоящая из 21 крестьянского двора.

НАСОНОВО — деревня принадлежит Казённому ведомству, число жителей по ревизии: 25 м. п., 27 ж. п. (1838 год)

Деревня Кузнецово из 21 двора отмечена на карте Ф. Ф. Шуберта 1844 года.

НАСОНОВО — деревня Ведомства государственного имущества, по просёлочной дороге, число дворов — 11, число душ — 27 м. п. (1856 год)

НАСОНОВО (КУЗНЕЦОВО) — деревня казённая при реке Козопаше, число дворов — 15, число жителей: 34 м. п., 40 ж. п. (1862 год)

Согласно карте из «Исторического атласа Санкт-Петербургской Губернии» 1863 года река на которой расположена деревня называлась Коза-Паша.
Согласно епархиальным сведениям 1899 года деревня относилась к приходу церкви Рождества Христова Пашского погоста в Надкопанье.
В конце XIX — начале XX века деревня административно относилась к Доможировской волости 3-го стана Новоладожского уезда Санкт-Петербургской губернии.
По данным «Памятной книжки Санкт-Петербургской губернии» за 1905 год деревня Насоново входила в состав Князевского сельского общества.
В 1917 году деревня входила в состав Доможировской волости Новоладожского уезда.
С 1919 по 1927 год деревня Насоново входила в состав Княжевского сельсовета Пашской волости Волховского уезда.
С 1927 года в составе Пашского района. В 1927 году население деревни Насоново составляло 130 человек.
С 1928 года в составе Карпинского сельсовета.
По данным 1933 года деревня Насоново входила в состав Карпинского сельсовета Пашского района Ленинградской области.

Деревня Насоново на карте 1940 года

С 1955 года в составе Новоладожского района.
В 1961 году население деревни Насоново составляло 32 человека.
С 1963 года в составе Волховского района.
По данным 1966, 1973 и 1990 годов деревня Насоново входила в состав Пашского сельсовета Волховского района.
В 1997 году в деревне Насоново Пашской волости проживали 2 человека, в 2002 году — также 2 человека (все русские).
В 2007 году в деревне Насоново Пашского СП — 1, в 2010 году — 4.

## География
Деревня расположена в северо-восточной части района близ автодороги 41К-193 (Паша — Загубье).
Расстояние до административного центра поселения — 10 км.
Расстояние до ближайшей железнодорожной станции Паша — 8 км.
Деревня находится на правом берегу реки Косопаша.

## Демография
| 1862 | 2002 | 2007 | 2010 | 2012 | 2017 |
| ---- | ---- | ---- | ---- | ---- | ---- |
| 74   | ↘2   | ↘1   | ↗4   | →4   | ↗11  |

### Национальный состав
Согласно данным Всероссийской переписи населения 2021 года в деревне проживали 9 человек, все русские.